# Gnaphalium filagineum
Gnaphalium filagineum é uma espécie de planta com flor pertencente à família Asteraceae. 
A autoridade científica da espécie é DC., tendo sido publicada em Prodromus Systematis Naturalis Regni Vegetabilis 6: 234. 1837[1838].

## Portugal
Trata-se de uma espécie presente no território português, nomeadamente no Arquipélago dos Açores.
Em termos de naturalidade é introduzida na região atrás indicada.

## Protecção
Não se encontra protegida por legislação portuguesa ou da Comunidade Europeia.